# Namaquanula
Namaquanula is een geslacht uit de narcisfamilie (Amaryllidaceae). De soorten komen voor van Namibië tot in de Kaapprovincie in Zuid-Afrika.

## Soorten
- Namaquanula bruce-bayeri D.Müll.-Doblies & U.Müll.-Doblies
- Namaquanula bruynsii Snijman

... · 
Acis · 
Amaryllis · 
Boophone · 
Clivia · 
Crinum (Haaklelie) · 
Galanthus (Sneeuwklokje) · 
Hippeastrum · 
Hymenocallis · 
Leucojum (Narcisklokje) · 
Narcissus (Narcis) · 
Pancratium · 
Scadoxus · 
Sprekelia · 
Sternbergia · 
...